# Lina Stančiūtė
Lina Stančiūtė (født 7. februar 1986 i Vilnius, Litauen) er en kvindelig tidligere professionel tennisspiller fra Litauen. 
Lina Stančiūtė højeste rangering på WTA single rangliste var som nummer 197, hvilket hun opnåede 28. september 2009. I double er den bedste placering nummer 138, hvilket blev opnået 15. maj 2006. 